# Canoagem nos Jogos Olímpicos de Verão de 2008 - C-2 500 m masculino
A competição masculina do C-2 500m da canoagem nos Jogos Olímpicos de Verão de 2008 foi realizada entre os dias 19 e 23 de agosto de 2008 no Parque Olímpico Shunyi.

## Medalhistas
| Ouro   | CHN Meng Guanliang e Yang Wenjun        |
| Prata  | RUS Sergey Ulegin e Alexander Kostoglod |
| Bronze | GER Christian Gille e Thomasz Wylenzek  |

## Resultados

### Eliminatórias
Regras de classificação: 1º ao 3º → Final, os restantes → Semifinal

#### Eliminatória 1
| Pos. | Atletas                               | País         | Tempo    |    |
| ---- | ------------------------------------- | ------------ | -------- | -- |
| 1    | Meng Guanliang, Yang Wenjun           | CHN China    | 1:41.218 | QF |
| 2    | Sergey Ulegin, Aleksandr Kostoglod    | RUS Rússia   | 1:41.241 | QF |
| 3    | Daniel Jedraszko, Roman Rynkiewicz    | POL Polônia  | 1:42.309 | QF |
| 4    | Raimnudas Labuckas, Tomas Gadeikis    | LTU Lituânia | 1:42.803 | QS |
| 5    | Deyan Georgiev, Adnan Aliev           | BUL Bulgária | 1:43.428 | QS |
| 6    | Matyas Safran, Mihaly Zoltan Safran   | HUN Hungria  | 1:43.642 | QS |
| 7    | Sergey Torres, Karel Aguilar          | CUB Cuba     | 1:44.155 | QS |
| 8    | Jose Everardo Cristobal, Dimas Camilo | MEX México   | 1:54.090 | QS |

#### Eliminatória 2
| Pos. | Atletas                                    | País             | Tempo    |    |
| ---- | ------------------------------------------ | ---------------- | -------- | -- |
| 1    | Christian Gille, Thomasz Wylenzek          | GER Alemanha     | 1:41.513 | QF |
| 2    | Andrei Bahdanovich, Aliaksandr Bahdanovich | BLR Bielorrússia | 1:41.767 | QF |
| 3    | Sergey Bezuglyy, Maksym Prokopenko         | UKR Ucrânia      | 1:42.054 | QF |
| 4    | Iosif Chirila, Andrei Cuclici              | ROU Romênia      | 1:42.306 | QS |
| 5    | Andrew Russell, Gabriel Beuchenese-Sevigny | CAN Canadá       | 1:43.189 | QS |
| 6    | Bertand Hemonic, William Tchamba           | FRA França       | 1:43.453 | QS |
| 7    | Kaisar Nurmaganbetov, Alexandr Dydchuck    | KAZ Cazaquistão  | 1:45.730 | QS |

### Semifinal
Regras de classificação: 1º ao 3º → Final, os restantes são eliminados
| Pos. | Atletas                                    | País            | Tempo    |    |
| ---- | ------------------------------------------ | --------------- | -------- | -- |
| 1    | Iosif Chirila, Andrei Cuclici              | ROU Romênia     | 1:42.545 | QF |
| 2    | Deyan Georgiev, Adnan Aliev                | BUL Bulgária    | 1:42.891 | QF |
| 3    | Andrew Russell, Gabriel Beuchenese-Sevigny | CAN Canadá      | 1:42.921 | QF |
| 4    | Raimnudas Labuckas, Tomas Gadeikis         | LTU Lituânia    | 1:43.299 |    |
| 5    | Sergey Torres, Karel Aguilar               | CUB Cuba        | 1:43.673 |    |
| 6    | Bertand Hemonic, William Tchamba           | FRA França      | 1:43.874 |    |
| 7    | Kaisar Nurmaganbetov, Alexandr Dydchuck    | KAZ Cazaquistão | 1:44.992 |    |
| 8    | Matyas Safran, Mihaly Zoltan Safran        | HUN Hungria     | 1:45.032 |    |
| 9    | Jose Everardo Cristobal, Dimas Camilo      | MEX México      | 1:48.853 |    |

### Final
| Pos. | Atletas                                    | País             | Tempo    |
| ---- | ------------------------------------------ | ---------------- | -------- |
|      | Meng Guanliang, Yang Wenjun                | CHN China        | 1:41.025 |
|      | Sergey Ulegin, Aleksandr Kostoglod         | RUS Rússia       | 1:41.282 |
|      | Christian Gille, Thomasz Wylenzek          | GER Alemanha     | 1:41.964 |
| 4    | Andrei Bahdanovich, Aliaksandr Bahdanovich | BLR Bielorrússia | 1:41.996 |
| 5    | Andrew Russell, Gabriel Beuchenese-Sevigny | CAN Canadá       | 1:42.450 |
| 6    | Iosif Chirila, Andrei Cuclici              | ROU Romênia      | 1:43.195 |
| 7    | Deyan Georgiev, Adnan Aliev                | BUL Bulgária     | 1:43.971 |
| 8    | Sergey Bezuglyy, Maksym Prokopenko         | UKR Ucrânia      | 1:44.157 |
| 9    | Daniel Jedraszko, Roman Rynkiewicz         | POL Polônia      | 1:44.389 |